# Mirabilit
Mirabilit (iz Glauberjevega naziva sal mirabilis – čudežna sol), znan tudi kot Glauberjeva sol, je kristalni natrijev sulfat dekahidrat s formulo Na2SO4•10H2O. Je steklast, brezbarven do bel monoklinski mineral, ki nastaja z izparevanjem slanic, bogatih z natrijevim sulfatom. Njegova nahajališča so okolica  slanih izvirov in obale slanih jezer. Spremljajoči minerali so sadra, halit, tenardit, trona, glauberit in epsomit.
Mineral je nestabilen in v suhem okolju hitro odda kristalno vezano vodo. Prizmatični kristali se zato pretvorijo v bel prah tenardit (Na2SO4). Proces  poteka tudi v obratni smeri: tenardit se z navzemanjem vlage iz okolice pretvori v mirabilit.
Uporablja se kot odvajalo. Poznajo ga tudi v tradicionalni kitajski medicini, v kateri se v mandarinščini imenuje máng xiāo. 